# Matsu no ōrōka

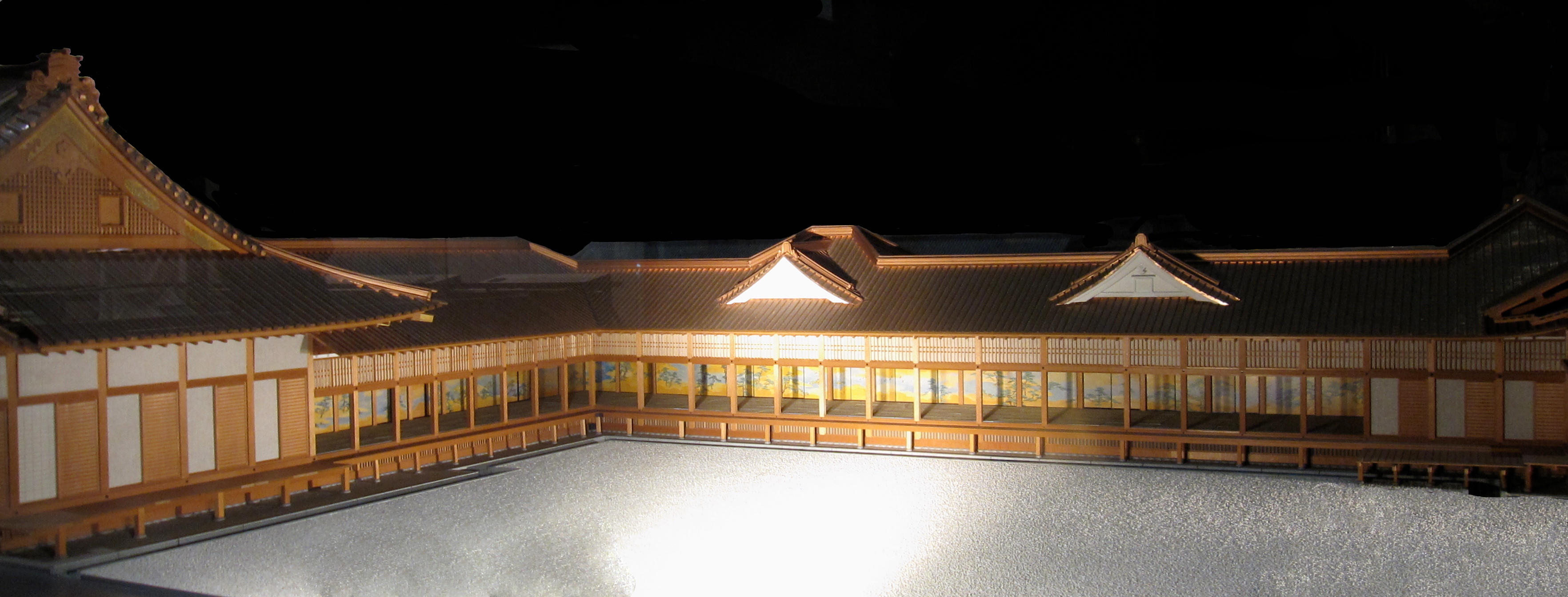
Maquette architecturale à l'échelle 1:30 du Matsu no ōrōka (au milieu) reliant le Shiroshoin et le Ōhiroma (musée d'Edo-Tokyo).

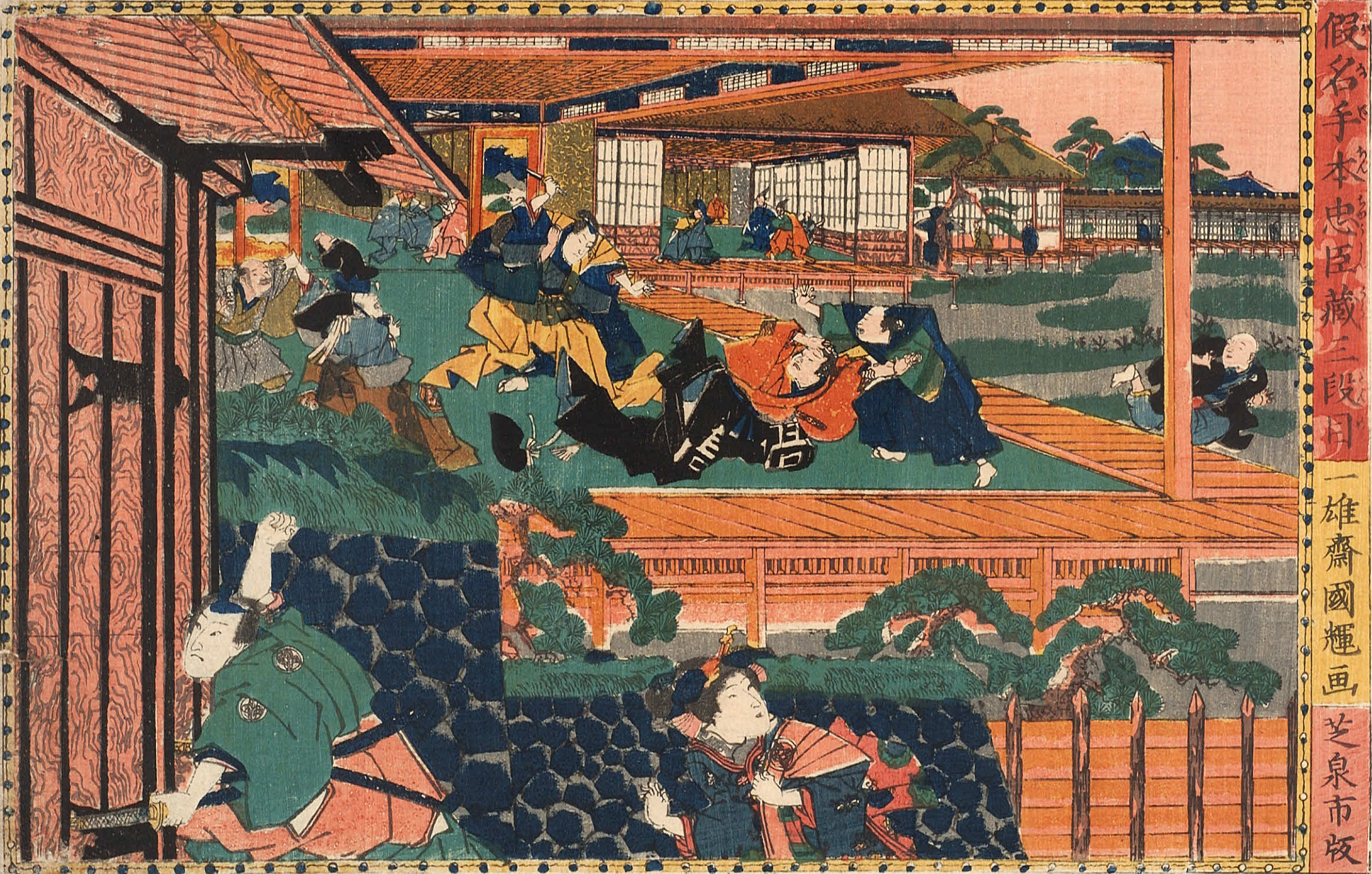
Ukiyo-e représentant l'assaut d'Asano Naganori sur Kira Yoshinaka dans le Matsu no ōrōka en 1701.

Le Matsu no ōrōka (松之大廊下, « couloir du Grand Pin ») faisait partie du château d'Edo. Le nom dérive des shōji (portes coulissantes) peints, décorés de motifs de pins japonais (matsu).
C'était le passage qui menait au Shiroshoin (白書院) depuis le Ōhiroma du Honnmaru goten (本丸御殿). Le couloir mesurait environ 50 m de long et 4 m de large et était le deuxième plus long avec des tatamis[pas clair] dans le château.
Le 14 mars 1701, Asano Takumi no Kami Naganori y attaqua et blessa Kira Kozuke no Suke Yoshihisa après que ce dernier l'a insulté, entraînant l'incident sanglant des 47 rōnin.
Le couloir n'existe plus, détruit tout comme le reste du palais du shōgun peu de temps avant ou pendant la restauration de Meiji dans la seconde moitié du XIXe siècle. Une borne de pierre avec une inscription marque aujourd'hui aujourd'hui son emplacement.
Le corridor du Grand Pin est entré dans des légendes telles que la Chūshingura et figure également dans des films, des parodies et des publicités télévisées.